# Roberto Raúl Iglesias
Roberto Raúl Iglesias (Mendoza, 25 de febrero de 1951) es un político argentino de la Unión Cívica Radical. Fue gobernador de provincia de Mendoza entre 1999 y 2003 y presidente del Comité Nacional de la Unión Cívica Radical entre 2005 y 2006.

## Biografía

### Comienzos
Nació en Mendoza el 25 de febrero de 1951. Sus padres son Dora Gil y Alberto Iglesias. En su juventud cursó sus estudios en el Liceo Militar General Espejo. 
En 1982, durante la última dictadura militar, comenzó a trabajar como jefe de la sección Pavimento de la municipalidad de la ciudad de Mendoza.

### Intendente de la ciudad de Mendoza (1991-1999)
Sucesor de Víctor Fayad al mando de la capital mendocina, debió enfrentar una municipalidad con fuertes deudas y conflictos por atrasos salariales heredados de la gestión de Fayad.

### Gobernador de la Provincia de Mendoza (1999-2003)
El 24 de octubre de 1999 fue elegido Gobernador de Mendoza por la alianza entre la UCR y el FrePaSo, que a nivel nacional llevó la candidatura a presidente de Fernando de la Rúa. Esta victoria cortó con una racha de doce años de gobiernos justicialistas en Mendoza (1987-1999). El 11 de diciembre tomó posesión del mando Iglesias, acompañado de su vice, el frepasista, Juan Horacio González Gaviola. 
En coincidencia con el panorama nacional, en Mendoza se vivió una profunda crisis económica durante esos años. Iglesias afrontó la crisis con el lanzamiento de los Petrom (bonos de la tesorería provincial garantizados por los recursos provenientes de las regalías petrolíferas), el recorte del 7,5% a los empleados de la administración pública y la restricción del gasto público. El fiscal Guillermo Urrutigoity presentó ante el Séptimo Juzgado de Instrucción en lo Penal una denuncia por abuso de autoridad y violación de los deberes de funcionario público contra el gobernador Roberto Iglesias y el ministro Enrique Vaquié por la cesación de pago a empleados y proveedores.
Durante su gestión se prosiguió con la negociación del Bono Aconcagua que concentraba la mayor parte de la deuda provincial. Meses antes de abandonar el cargo firmó el decreto 1.241 del 3 de septiembre de 2002, en el que se suspendían las ejecuciones hipotecarias y la inhibición que pesaba sobre Daniel y Alfredo Vila, empresarios mendocinos.En medio de la crisis económica del año 2000 suspendió el pago por 4 meses de los salarios docentes quienes respondieron con paros y movilizaciones. En 2001 no comenzaron las clases y declararon la huelga por tiempo indeterminado. A esto se sumaran los estatales que también estaban en conflicto y los trabajadores de la salud reclamaban aumentos salariales que habían sido suspendidos desde 1999. Semanas antes diputados opositores habían presentado denuncias desvío de fondos públicos del Banco de Mendoza a empresarios allegados del gobernador.

#### Gabinete
| Gabinete de Roberto Iglesias            | Gabinete de Roberto Iglesias |
| Ministerio                              | Titular                      |
| --------------------------------------- | ---------------------------- |
| Ministerio de Gobierno                  | Juan Carlos Jaliff           |
| Ministerio de Justicia                  | Leopoldo Orquín              |
| Ministerio de Hacienda                  | Aldo Ostropolsky             |
| Ministerio de Economía                  | Lucio Duarte                 |
| Ministerio de Desarrollo Social y Salud | Rogelio Táber                |
| Ministerio de Ambiente y Obras Públicas | Julio Cobos                  |

### Diputado Nacional (2003-2007)
Terminado su mandato, Iglesias entrega el mando en diciembre de 2003 a su candidato, el ingeniero Julio Cobos, quien se impuso en las elecciones celebradas el 26 de octubre de ese año. En esas elecciones Iglesias fue elegido Diputado Nacional por la provincia de Mendoza. Durante su mandato en el Congreso de la Nación integró las comisiones de Libertad de Expresión (secretario), Vivienda y Ordenamiento Urbano (vocal).

### Presidente del Comité Nacional de la UCR (2005-2006)
En diciembre de 2005 sucedió al chaqueño Ángel Rozas como presidente del comité nacional de la Unión Cívica Radical, liderando el partido y convirtiéndose en uno de los principales opositores al presidente justicialista Néstor Kirchner. 
En la previa de las elecciones de 2007, el partido radical se encontraba dividido entre diferentes posiciones: había partidarios de acompañar la candidatura de Roberto Lavagna (postura que se terminó imponiendo), otros a Fernández de Kirchner, simpatizantes de armar una alianza de centroizquierda y un cuarto grupo que apuntaba a presentar candidato propio. Iglesias renunció a la presidencia del partido el 14 de noviembre de 2006.  Julio Cobos, quien había sido su delfín en la provincia, se alejó del partido y conformó la Concertación con la que se convirtió en compañero de fórmula de Cristina Fernández de Kirchner por el Frente para la Victoria. 

### Candidaturas a la Gobernación de Mendoza (2007 y 2011)
Iglesias fue candidato a la gobernación de Mendoza por la lista de la UCR de Mendoza en octubre de 2007. Dispuesto a enfrentar a quienes habían armando la "Concertación" con el kirchnerismo, Iglesias encabezó la lista radical acompañado en la fórmula por el senador nacional Ernesto Sanz.  La fórmula Iglesias-Sanz obtuvo el 9,8% de los votos, quedando en cuarto lugar, detrás del PJ, la Concertación y el Partido Demócrata de Omar De Marchi. En dicha elección la UCR posicionó a Víctor Fayad —luego intendente de la capital mendocina— como el único radical ganador en la provincia. En dicha oportunidad, dirigentes cercanos a Iglesias adjudicaron la derrota a la división del radicalismo provocada por la alianza de Cobos con el kirchnerismo. 
En el año 2011 Roberto Iglesias vuelve a ser candidato a gobernador por la Provincia de Mendoza. La fórmula integrada por Roberto Iglesias y Juan Carlos Jaliff se presenta bajo el sello del Frente Cívico Federal Mendoza. El 23 de octubre se llevan a cabo las elecciones a gobernador en forma simultánea con las presidenciales. El efecto arrastre de Cristina Fernández encabezando la boleta electoral beneficia al candidato justicialista, quien se termina imponiendo sobre Iglesias por 7% de los votos. De este modo Iglesias queda en segundo lugar UCR y superando ampliamente los magros resultados de su candidato presidencial Ricardo Alfonsín, en una jornada caracterizada por un histórico corte de boleta.
En 2013 presentó una lista en las elecciones parlamentarias junto al exintendente Víctor Fayad, quedando en quinto lugar. El presidente de la fuerza, Adolfo Innocenti, los denunció penalmente por no haber rendido los ingresos y egresos de fondos en la campaña de las Primarias Abiertas, Simultáneas y Obligatorias (PASO).
| Predecesor: Arturo Lafalla | Gobernador de la Provincia de Mendoza 1999-2003 | Sucesor: Julio Cobos |

| Predecesor: Ángel Rozas | Presidente de la Unión Cívica Radical 2005-2006 | Sucesor: Gerardo Morales |